# Stéphanie Bataille
Pour les articles homonymes, voir Bataille (homonymie).
Stéphanie Bataille est une humoriste et comédienne française, née Stéphanie Draber, à Paris le 7 juin 1973.

## Biographie

### Jeunesse
Elle est la fille du comédien Étienne Draber (1939-2021) et d'une mère fonctionnaire internationale à l'UNESCO. Son frère, Stanislas Draber, est fleuriste et poète.
Durant sa jeunesse, Stéphanie Bataille souhaite devenir comédienne. Pour rassurer ses parents, elle suit des études d'histoire de l'art à partir de 1984 mais s'initie en parallèle à l'art dramatique au cours Florent. Elle subvient à ses besoins en faisant des petits boulots, et travaille notamment en tant que vendeuse chez Hermès,.

### Carrière

#### À l'écran
En 1991, elle passe une audition et entre à la Comédie-Française, où elle tient un petit rôle dans le drame historique Le roi s'amuse de Victor Hugo, mis en scène par Jean-Luc Boutté. Bataille fait ses débuts sur les écrans, elle tourne dans Alliance cherche doigt de Jean-Pierre Mocky et apparaît dans des séries télévisées telles Madame le Proviseur et Navarro,.

#### Sur scène
En 2003, Stéphanie Bataille commence l'écriture d'un « one-woman-show », intitulé Les Hommes. L'année suivante, elle interprète son spectacle pour la première fois à Lyon. Il est mis en scène par Roger Louret, et parrainé par l'humoriste Guy Bedos. Bataille joue son spectacle en province, puis est à l'affiche du Palais des glaces, à Paris, pendant dix mois. Élie Semoun l'invite en première partie de son spectacle à l'Olympia,.
Stéphanie Bataille joue à plusieurs reprises dans Les Monologues du vagin, pièce de la dramaturge Eve Ensler. D'abord en 2004, au théâtre du Rond-Point, dans le cadre du « V-day » organisé au profit de l'association féministe Ni putes ni soumises, puis en 2007 au théâtre Michel. L'année suivante, à l'occasion de la journée de la femme, elle participe à une représentation donnée à bord d'un avion de Vueling Airlines durant un vol Paris-Barcelone. Bataille joue des scènes de la pièce en compagnie d'Emmanuelle Boidron, Éva Darlan et Séverine Ferrer. Elle joue également les Monologues à La Nouvelle-Orléans, au bénéfice des victimes de l'ouragan Katrina, ou encore dans le cadre du festival d'Avignon. Elle reprend la pièce en 2010, en compagnie d'Alexandra Kazan et Catherine Arditi. Elles sont à l'affiche du théâtre Michel à Paris durant deux mois.
Stéphanie Bataille interprète la collectionneuse d'art et mécène Peggy Guggenheim dans la pièce que lui a dédié Lanie Robertson, Peggy Guggenheim, femme face à son miroir. La pièce est créée en 2011 au théâtre de la Huchette, puis reprise au théâtre Montparnasse et au théâtre Michel.
Depuis 2017, Stéphanie Bataille interprète Madame Marguerite dans la pièce du même nom, mis en scène par Anne Bouvier et d'après le texte de Roberto Athayde, au Lucernaire, au théâtre Antoine et au théâtre de Poche puis au théâtre du Collège de la Salle dans le cadre du festival d'Avignon 2018.

#### Autres activités
En 2008, Stéphanie Bataille présente le talk-show 23 la v'là sur la chaîne de proximité NRJ Paris. Elle fait partie de la Bande à Ruquier et intègre le jury de l'émission télévisée On n'demande qu'à en rire en avril 2014, et les Grosses Têtes en juin 2015.
Une heure quatorze, le premier roman de la comédienne, paraît en 2010 chez L'Éditeur. 
Depuis 2011 Stéphanie Bataille est directrice déléguée du théâtre Antoine.
Mon histoire c'est votre histoire (Covid 19- Adieux interdits) aux éditions de L'Observatoire, parait le 2 juin 2021.
Elle est la metteuse en scène d'Alex Vizorek: Alex Vizorek est une Œuvre d'Art (2010), AD VITAM (2021)
Elle est marraine de l'association féministe Ni putes ni soumises et se dit « très attentive à la condition de la femme dans le monde »,.
Elle fonde en mars 2021 avec Laurent Frémont le collectif: Tenir ta main, afin que le droit de visite à l'hôpital et en EHPAD ne soit pas opposable.

## Filmographie

### Cinéma
- 1996 : Les Deux Papas et la Maman de Jean-Marc Longval et Smaïn
- 2008 : Musée haut, musée bas de Jean-Michel Ribes : l'hôtesse Corinne
- 2009 : Envoyés très spéciaux de Frédéric Auburtin : la député Brocard
- 2015 : Arnaud fait son 2e film d'Arnaud Viard : une sœur d'Arnaud
- 2015 : Floride de Philippe le Guay : Directrice maison de retraite
- 2015 : Une famille à louer de Jean-Pierre Améris : Vendeuse de vêtements
- 2017 : Knock de Lorraine Lévy : Irène
- 2022 : Petite Leçon d'amour d'Ève Deboise : la pharmacienne
- 2023 : Marie-Line et son juge de Jean-Pierre Améris : Médecin

### Télévision
- 2008 : De feu et de glace de Joyce Buñuel : commentateur
- 2011 : Le vernis craque de Daniel Janneau : Yvette
- 2015 : Dix pour cent de Cédric Klapisch
- 2014 : On n'demande qu'à en rire (jurée)
- 2015 : Le Sang de la vigne, saison 6, épisode 2 : épisode Médoc sur ordonnance de René Manzor : Éloïse Rochette, directrice adjointe de la clinique Grimaud
- 2020 : Dix pour cent, saison 4, épisode 3 : épisode José : la directrice de casting du film de Valérie Donzelli.

## Théâtre
- 2011 : Peggy Guggenheim, femme face à son miroir, de Lanie Robertson
- 2016 : Peau de Vache de Pierre Barillet et Jean-Pierre Gredy, mise en scène Michel Fau, Théâtre Antoine
- 2017-2018 : Madame Marguerite de Roberto Athayde, mise en scène Anne Bouvier, création au Théâtre du Lucernaire puis au Théâtre Poche-Montparnasse

## Publications
- Une heure quatorze : roman, Paris, L'Éditeur, 2010, 139 p. (ISBN 978-2-36201-002-6)
- Mon histoire, c'est votre histoire (Covid-19, les adieux interdits), Paris, Observatoire, 2021, 160 p. (ISBN 979-10-329-2095-4)